# بيير بورك
بيير بورك هو صحفي كندي، ولد في 7 أكتوبر 1958.

## وصلات خارجية
- بيير بورك على موقع Racing-Reference.info (الإنجليزية)